# Kathedrale zum Göttlichen Erlöser (Adigrat)

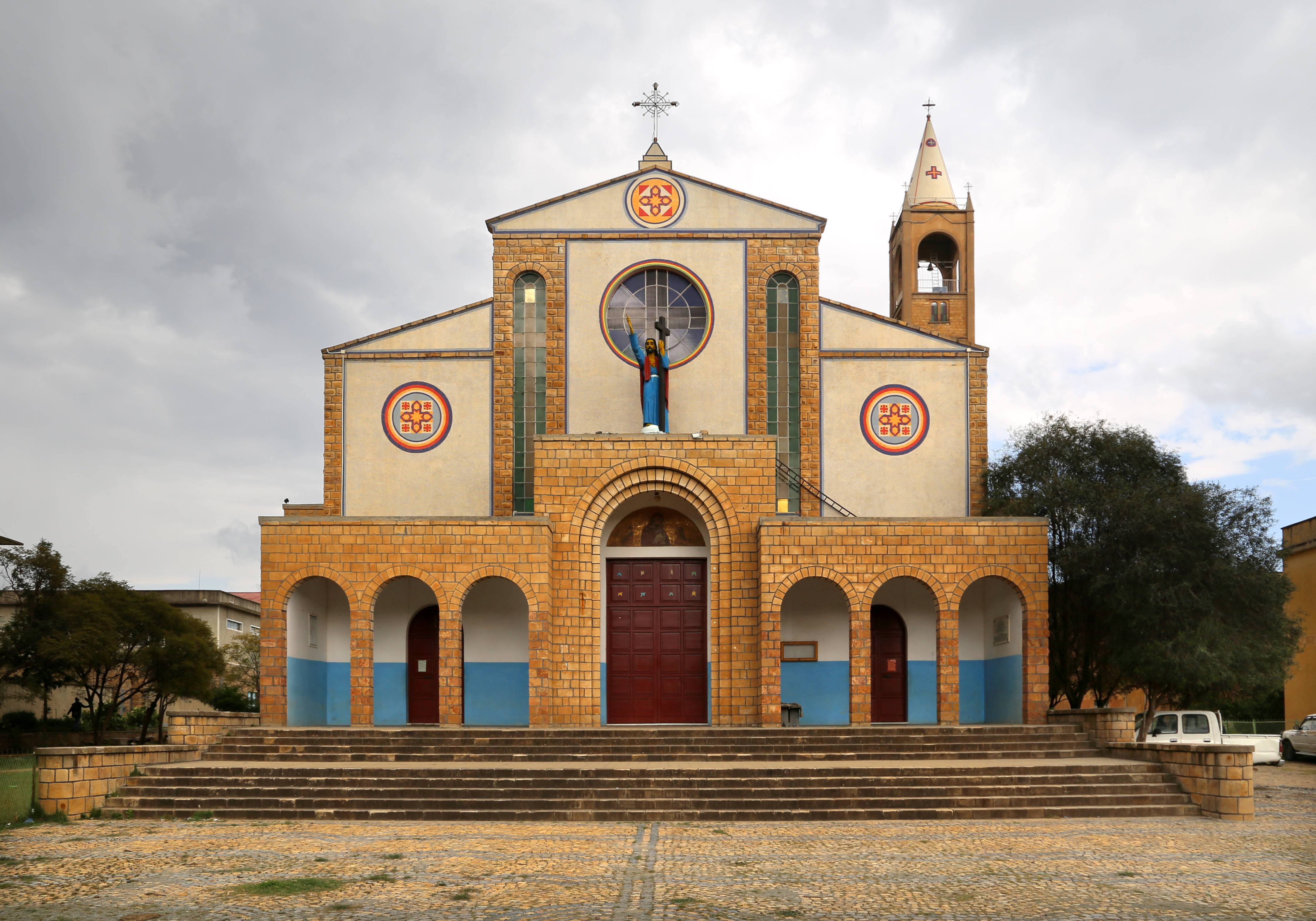
Erlöserkathedrale von Adigrat

Die Kathedrale des Heiligen Erlösers  (amharisch በመንፈስ ቅዱስ በመድኃኒታችን ካቴድራል, italienisch Cattedrale del Salvatore) ist die Hauptkirche der Katholiken des äthiopischen bzw. alexandrinischen Ritus in der Stadt Adigrat im Norden Äthiopiens. Es ist die Mutterkirche des Eparchie Adigrat, das wiederum zur Erzeparchie Addis Abeba der äthiopisch-katholischen Kirche zählt; diesen Status erhielt sie 1961 durch die Bulle Quod Venerabiles von Papst Johannes XXIII.
Die Erlöserkirche wurde auf einem Welwalo genannten Grundstück errichtet, der nach dem Zweiten Weltkrieg für den Bau einer Kirche reserviert war. Es war die erste Pfarrei, und mit einigen Ergänzungen nach der Erhebung zur Eparchie am 19. April 1969 eine dem Heiligen Erlöser Jesus gewidmete Kathedrale. Sie wurde auf Grundlage eines italienischen Projekts verwirklicht, bei dem auch das Groß-Wandbild Weltgericht (1970) des äthiopischen Künstlers Afewerk Tekle erstellt wurde.